# Liste des lavoirs des Hautes-Pyrénées
La liste des lavoirs des Hautes-Pyrénées présente les lavoirs situées dans le département français des Hautes-Pyrénées .

## Liste
| A - B - C - E - F - G - H -I - J - L - M - N - O - P - R - S - T - U - V |

| Nom du lavoir                                 | Adresse                    | Commune                      | Coordonnées                 | Alimentation                   | Illustration 1 | Illustration 2 |
| --------------------------------------------- | -------------------------- | ---------------------------- | --------------------------- | ------------------------------ | -------------- | -------------- |
| A                                             |                            |                              |                             |                                |                |                |
| Lavoir d'Adast                                | Impasse des Genépis        | Adast                        | 42° 58′ 24″ N, 0° 04′ 49″ O | Source                         |                |                |
| Lavoir d'Adé                                  | Rue de Bigorre             | Adé                          | 43° 08′ 19″ N, 0° 01′ 41″ O | Ruisseau des Arpens            |                |                |
| Lavoir d'Adervielle                           | Place de la Mairie         | Adervielle-Pouchergues       | 42° 49′ 06″ N, 0° 24′ 15″ E | Ruisseau le Plaïstrou          |                |                |
| Lavoir de Pouchergues                         | Place de l'Eglise          | Adervielle-Pouchergues       | 42° 49′ 21″ N, 0° 24′ 12″ E | Ruisseau l'Arrieu              |                |                |
| Lavoir d'Agos                                 | Chemin du Lavoir           | Agos-Vidalos                 | 43° 02′ 09″ N, 0° 04′ 09″ O | Canal des Moulins              |                |                |
| Lavoir de Vidalos                             | Chemin Carreterre          | Agos-Vidalos                 | 43° 01′ 44″ N, 0° 04′ 51″ O | Bras du Gave de Pau            |                |                |
| Lavoir d'Allier                               | Rue de l'Alaric            | Allier                       | 43° 10′ 35″ N, 0° 07′ 15″ E | Canal d'Alaric                 |                |                |
| Lavoir d'Ancizan                              | Place Sainte-Anne          | Ancizan                      | 42° 52′ 20″ N, 0° 20′ 22″ E |                                |                |                |
| Lavoir d'Andrest                              | Place de la République     | Andrest                      | 43° 18′ 58″ N, 0° 03′ 50″ E | Canal                          |                |                |
| Lavoir des Angles                             | Rue de la Fontaine         | Les Angles                   | 43° 05′ 03″ N, 0° 00′ 20″ E | Ruisseau de l'Echez            |                |                |
| Lavoir d'Ansost                               | Route de Ségalas           | Ansost                       | 43° 25′ 53″ N, 0° 06′ 31″ E | Ruisseau de Larribet           |                |                |
| Lavoir d'Antichan                             | Route de Samuran           | Antichan                     | 42° 59′ 47″ N, 0° 34′ 59″ E | Source                         |                |                |
| Lavoir d'Antin                                | D 6                        | Antin                        | 43° 19′ 56″ N, 0° 17′ 01″ E | Ruisseau de Cantau             |                |                |
| Lavoir d'Eget                                 | Eget Village               | Aragnouet                    | 42° 47′ 52″ N, 0° 16′ 15″ E | Ruisseau de La Coume           |                |                |
| Lavoir du Plan                                | Le Plan Village            | Aragnouet                    | 42° 46′ 51″ N, 0° 11′ 31″ E |                                |                |                |
| Lavoir de Fabian                              | Fabian                     | Aragnouet                    | 42° 47′ 24″ N, 0° 13′ 47″ E |                                |                |                |
| Lavoir d'Arcizac-Adour (Mairie)               | Chemin du Moulin           | Arcizac-Adour                | 43° 09′ 19″ N, 0° 05′ 54″ E | Bras de l'Adour                |                |                |
| Lavoir d'Arcizac-Adour (Baraque)              | Chemin du Hameau           | Arcizac-Adour                | 43° 09′ 01″ N, 0° 05′ 10″ E | Bras de la Gespe               |                |                |
| Lavoir d'Arcizac-Adour (Gespe)                | D 86                       | Arcizac-Adour                | 43° 09′ 04″ N, 0° 05′ 14″ E | Ruisseau de la Gespe           |                |                |
| Lavoir d'Arcizans-Dessus                      |                            | Arcizans-Dessus              | 42° 59′ 01″ N, 0° 09′ 44″ O | Ruisseau d'Anisous             |                |                |
| Lavoir de Vieuzac                             | D 921b                     | Argelès-Gazost               | 43° 00′ 32″ N, 0° 05′ 55″ O | Canal des Moulins              |                |                |
| Lavoir d'Argelès-Gazost                       | Place Clémenceau           | Argelès-Gazost               | 43° 00′ 23″ N, 0° 06′ 10″ O | Réservoir                      |                |                |
| Lavoir d'Arras-en-Lavedan                     | Rue du Lavoir              | Arras-en-Lavedan             | 42° 59′ 18″ N, 0° 08′ 12″ O | Source                         |                |                |
| Lavoir d'Arreau (Mairie)                      | Impasse du Lavoir          | Arreau                       | 42° 54′ 18″ N, 0° 21′ 33″ O | La Neste du Louron             |                |                |
| Lavoir d'Arreau (D 929)                       | RD de Barrancoueu          | Arreau                       | 42° 54′ 15″ N, 0° 21′ 19″ E | Ruisseau de Barrancoueu        |                |                |
| Lavoir de Marsous                             | Rue Marque Dessus          | Arrens-Marsous               | 42° 57′ 55″ N, 0° 12′ 07″ O | Ruisseau de la Coustette       |                |                |
| Lavoir d'Arrodets                             | Quartier de La Serre       | Arrodets                     | 43° 01′ 46″ N, 0° 16′ 40″ E | Ruisseau de Laserre            |                |                |
| Lavoir d'Artagnan                             | Rue du Château             | Artagnan                     | 43° 24′ 14″ N, 0° 04′ 40″ E | Bras de l'Adour                |                |                |
| Lavoir d'Artalens                             | RD 100                     | Artalens-Souin               | 42° 58′ 30″ N, 0° 02′ 45″ O |                                |                |                |
| Lavoir d'Aspin-en-Lavedan                     | D 13                       | Aspin-en-Lavedan             | 43° 04′ 24″ N, 0° 02′ 47″ O | Réservoir                      |                |                |
| Lavoir d'Asté                                 | Rue de l'Eglise            | Asté                         | 43° 02′ 29″ N, 0° 10′ 08″ E | Ruisseau du Lhéris             |                |                |
| Lavoir d'Aucun (Haubour)                      | Rue du Haubour             | Aucun                        | 42° 58′ 27″ N, 0° 11′ 34″ O | Ruisseau de Boularic           |                |                |
| Lavoir d'Aucun (Eglise)                       | Rue de la Carrerasse       | Aucun                        | 42° 58′ 25″ N, 0° 11′ 36″ O | Ruisseau de Boularic           |                |                |
| Lavoir d' Aucun (Bélem)                       | Rue de Bélem               | Aucun                        | 42° 58′ 22″ N, 0° 11′ 40″ O | Ruisseau de Boularic           |                |                |
| Lavoir d'Aucun (Las Poueyes)                  | Las Poueyes                | Aucun                        | 42° 58′ 20″ N, 0° 10′ 50″ O | Gave d'Azun                    |                |                |
| Lavoir d'Aulon (RD30)                         | D 30                       | Aulon                        | 42° 51′ 04″ N, 0° 17′ 38″ E | Source                         |                |                |
| Lavoir d'Aulon (Rioutort)                     |                            | Aulon                        | 42° 51′ 09″ N, 0° 17′ 51″ E | Ruisseau le Rioutort           |                |                |
| Lavoir d'Aureilhan (Avenue du Bois)           | Avenue du Bois             | Aureilhan                    | 43° 14′ 36″ N, 0° 06′ 06″ E | Bras du Canal d'Alaric         |                |                |
| Lavoir d'Aureilhan (Rue Victor Hugo)          | Rue Victor Hugo            | Aureilhan                    | 43° 14′ 42″ N, 0° 05′ 51″ E | Bras du Canal d'Alaric         |                |                |
| Lavoir d'Aveux                                | Bourg                      | Aveux                        | 43° 00′ 36″ N, 0° 34′ 17″ E | Bras de l'Arrieu               |                |                |
| Lavoir d'Avezac (Eglise)                      | Era placa                  | Avezac-Prat-Lahitte          | 43° 03′ 59″ N, 0° 20′ 16″ E | Réservoir                      |                |                |
| Lavoir d'Avezac (Cami deth Espi)              | Cami deth Espi             | Avezac-Prat-Lahitte          | 43° 03′ 52″ N, 0° 20′ 12″ E | Réservoir                      |                |                |
| Lavoir d'Arbouix                              | RD 100                     | Ayros-Arbouix                | 42° 59′ 51″ N, 0° 03′ 42″ O | Ruisseau de l'Aygueberde       |                |                |
| Lavoir d'Ayzac                                | Rue de l'Eglise            | Ayzac-Ost                    | 43° 01′ 21″ N, 0° 05′ 50″ O | Réservoir                      |                |                |
| Lavoir d'Ost                                  | Rue de la Vieille Tour     | Ayzac-Ost                    | 43° 01′ 40″ N, 0° 05′ 36″ O | Bras du Bergons                |                |                |
| Lavoir d'Azereix (Cap-Vath)                   | Place de la Mairie         | Azereix                      | 43° 12′ 34″ N, 0° 00′ 40″ O | Source                         |                |                |
| Lavoir d'Azereix (Cap-sus)                    | Rue de Turan               | Azereix                      | 43° 12′ 23″ N, 0° 00′ 50″ O | Ruisseau le Mardaing           |                |                |
| Lavoir d'Azet                                 | Cami de Labatch            | Azet                         | 42° 48′ 33″ N, 0° 21′ 07″ E | Source                         |                |                |
| B                                             |                            |                              |                             |                                |                |                |
| Lavoir de Lesponne (Eglise)                   | Place du 19 mars 1962      | Bagnères-de-Bigorre          | 43° 00′ 21″ N, 0° 08′ 18″ E | Fontaine                       |                |                |
| Lavoir de Bareilles                           | Place de la Mairie         | Bareilles                    | 42° 53′ 48″ N, 0° 25′ 26″ E | Ruisseau des Coudous           |                |                |
| Lavoir de Barrancoueu                         | Rue Coustou                | Barrancoueu                  | 42° 54′ 36″ N, 0° 20′ 06″ E |                                |                |                |
| Lavoir de Pouy                                | Pouy                       | Bareilles                    | 42° 53′ 54″ N, 0° 24′ 51″ E | Ruisseau de Lastie             |                |                |
| Lavoir de La Barthe-de-Neste (Puyos)          | Chemin des Puyos           | La Barthe-de-Neste           | 43° 04′ 59″ N, 0° 23′ 15″ E | Ruisseau la Torte              |                |                |
| Lavoir de La Barthe-de-Neste (Chemin du Pont) | Chemin du Pont             | La Barthe-de-Neste           | 43° 05′ 09″ N, 0° 23′ 03″ E |                                |                |                |
| Lavoir de Mour                                | Rue du Bas Mour            | La Barthe-de-Neste           | 43° 04′ 18″ N, 0° 23′ 13″ E | Source                         |                |                |
| Lavoir de Bartrès (Église)                    | Rue de l'Eglise            | Bartrès                      | 43° 07′ 27″ N, 0° 02′ 52″ O |                                |                |                |
| Lavoir de Bartrès (Fontaine)                  | Rue de l'Eglise            | Bartrès                      | 43° 07′ 24″ N, 0° 02′ 47″ O | Ruisseau du Montané            |                |                |
| Lavoir de Batsère                             |                            | Batsère                      | 43° 03′ 41″ N, 0° 17′ 19″ E | Source                         |                |                |
| Lavoir de Bazillac (Eglise)                   | Rue des Lavoirs            | Bazillac                     | 43° 21′ 22″ N, 0° 05′ 52″ E |                                |                |                |
| Lavoir de Bazillac (Rue de Campan)            | Rue de Campan              | Bazillac                     | 43° 21′ 16″ N, 0° 06′ 08″ E | Bras de l'Adour                |                |                |
| Lavoir de Beaucens                            | Rue du château             | Beaucens                     | 42° 58′ 30″ N, 0° 03′ 37″ O | Ruisseau des Bariquères        |                |                |
| Lavoir de Beaudéan                            | Place de la Mairie         | Beaudéan                     | 43° 01′ 45″ N, 0° 09′ 56″ E | Ruisseau le Serris             |                |                |
| Lavoir de Beaudéan                            | Lesponne (Par d'eth Couy)  | Beaudéan                     | 43° 00′ 53″ N, 0° 09′ 04″ E |                                |                |                |
| Lavoir de Bégole                              | La Coumete                 | Bégole                       | 43° 09′ 22″ N, 0° 19′ 29″ E | Ruisseau la Bégole             |                |                |
| Lavoir de Berbérust                           |                            | Berbérust-Lias               | 43° 02′ 29″ N, 0° 01′ 48″ O | Ruisseau d'Alli                |                |                |
| Lavoir de Lias                                | Rue du Lavoir              | Berbérust-Lias               | 43° 02′ 04″ N, 0° 02′ 20″ O | Ruisseau de Caussiste          |                |                |
| Lavoir de Bernadets-Debat (Eglise)            |                            | Bernadets-Debat              | 43° 21′ 06″ N, 0° 18′ 56″ E |                                |                |                |
| Lavoir de Bernadets-Debat (Joulars)           |                            | Bernadets-Debat              | 43° 20′ 51″ N, 0° 19′ 15″ E | Ruisseau de Joulars            |                |                |
| Lavoir de Betpouey                            | Place de la Mairie         | Betpouey                     | 42° 52′ 54″ N, 0° 02′ 00″ E | Ruisseau de Soubralets         |                |                |
| Lavoir de Jumet                               | D 107                      | Beyrède-Jumet-Camous         | 42° 56′ 50″ N, 0° 22′ 06″ E | Source                         |                |                |
| Lavoir de Bize (Rte de Seich)                 | Route de Seich             | Bize                         | 43° 02′ 09″ N, 0° 28′ 30″ E | Bras du Ruisseau du Merdan     |                |                |
| Lavoir de Bize (Rte d'Hautaget)               | Route d'Hautaget           | Bize                         | 43° 02′ 42″ N, 0° 27′ 46″ E | Ruisseau le Pontic             |                |                |
| Lavoir de Bonrepos                            | Chemin d'Arribaras         | Bonrepos                     | 43° 11′ 33″ N, 0° 22′ 17″ E | Bras du Ruisseau de Gèla       |                |                |
| Lavoir de Bouilh-Péreuilh                     | Rue du Lavoir              | Bouilh-Péreuilh              | 43° 18′ 34″ N, 0° 11′ 30″ E | Ruisseau de Lasgraves          |                |                |
| Lavoir de Bordères-Louron (Moulette)          | Rue de la Moulette         | Bordères-Louron              | 42° 52′ 22″ N, 0° 23′ 47″ E |                                |                |                |
| Lavoir de Bordères-Louron (Cap de Pount)      | Cami de Pramède            | Bordères-Louron              | 42° 52′ 19″ N, 0° 23′ 36″ E |                                |                |                |
| Lavoir de Bordères-Louron (La Carrere)        | Bié de Barbe               | Bordères-Louron              | 42° 52′ 20″ N, 0° 23′ 42″ E |                                |                |                |
| Lavoir de Bordères-Louron (Médas)             | Rue de la Toua             | Bordères-Louron              | 42° 52′ 32″ N, 0° 23′ 39″ E |                                |                |                |
| Lavoir d'Ilhan                                | D 25                       | Bordères-Louron              | 42° 52′ 27″ N, 0° 22′ 59″ E |                                |                |                |
| Lavoir de Bourisp (Église)                    | Rue de l'Eglise            | Bourisp                      | 42° 49′ 40″ N, 0° 20′ 21″ E | Ruisseau de la Mousquère       |                |                |
| Lavoir de Bourisp (Mairie)                    | RD115                      | Bourisp                      | 42° 49′ 42″ N, 0° 20′ 18″ E | Source                         |                |                |
| Lavoir de Bramevaque                          | Place du Tilleul           | Bramevaque                   | 42° 58′ 39″ N, 0° 34′ 29″ E | Source                         |                |                |
| Lavoir de Bulan                               | D 26                       | Bulan                        | 43° 02′ 20″ N, 0° 16′ 54″ E | Bras du Ruisseau de l'Arros    |                |                |
| Lavoir de Buzon                               | RD31                       | Buzon                        | 43° 26′ 41″ N, 0° 08′ 30″ E | Ruisseau                       |                |                |
| C                                             |                            |                              |                             |                                |                |                |
| Lavoir de Cadéac (Chapelle)                   | RD929Z                     | Cadéac                       | 42° 53′ 17″ N, 0° 20′ 51″ E | Ruisseau de Hourcoueu          |                |                |
| Lavoir de Cadéac (Centre)                     | Place de la fontaine       | Cadéac                       | 42° 53′ 25″ N, 0° 20′ 55″ E |                                |                |                |
| Lavoir de Cadeilhan                           | RD123A                     | Cadeilhan-Trachère           | 42° 49′ 02″ N, 0° 18′ 53″ E | Source                         |                |                |
| Lavoir de Caixon                              | Rue de la Mairie           | Caixon                       | 43° 24′ 37″ N, 0° 01′ 38″ E | Canal du Moulin                |                |                |
| Lavoir de Calavanté                           | Chemin de las Castagnères  | Calavanté                    | 43° 12′ 21″ N, 0° 09′ 37″ E | Ruisseau de Calavanté          |                |                |
| Lavoir de Campan (Rue du lavoir)              | Rue du Lavoir              | Campan                       | 43° 01′ 04″ N, 0° 10′ 37″ E | Source                         |                |                |
| Lavoir de Campan (Pé de Hourquet)             | Pé de Hourquet             | Campan                       | 43° 00′ 52″ N, 0° 10′ 43″ E | Ruisseau du Hourquet           |                |                |
| Lavoir de Camparan                            | Le village                 | Camparan                     | 42° 50′ 15″ N, 0° 21′ 13″ E |                                |                |                |
| Lavoir de Cantaous (Bernet)                   | RD75                       | Cantaous                     | 43° 05′ 52″ N, 0° 27′ 36″ E | Bras du Ruisseau de la Targue  |                |                |
| Lavoir de Cantaous (La Gare)                  | D 24                       | Cantaous                     | 43° 05′ 57″ N, 0° 26′ 21″ E | Source                         |                |                |
| Lavoir de Capvern                             | Chemin de la Fontaine      | Capvern                      | 43° 06′ 11″ N, 0° 18′ 49″ E | Ruisseau du Gors               |                |                |
| Lavoir de Castelnau-Rivière-Basse             | RD448                      | Castelnau-Rivière-Basse      | 43° 35′ 00″ N, 0° 02′ 02″ O | Ruisseau le Doue               |                |                |
| Lavoir de Castelvieilh                        | Chemin de la Fontaine      | Castelvieilh                 | 43° 17′ 02″ N, 0° 11′ 34″ E | Source                         |                |                |
| Lavoir de Castéra-Lanusse                     | Carrera de Baricaous       | Castéra-Lanusse              | 43° 10′ 19″ N, 0° 17′ 28″ E | Source                         |                |                |
| Lavoir de Castéra-Lou                         | Rue du Lavoir              | Castéra-Lou                  | 43° 19′ 18″ N, 0° 09′ 05″ E | Bras du Ruisseau de l'Estéous  |                |                |
| Lavoir de Castillon                           | RD139                      | Castillon                    | 43° 05′ 40″ N, 0° 12′ 55″ E | Source                         |                |                |
| Lavoir de Cauterets                           | Rue de Pauze               | Cauterets                    | 42° 53′ 11″ N, 0° 06′ 43″ O | Source                         |                |                |
| Lavoir de Cazaux-Debat                        |                            | Cazaux-Debat                 | 42° 53′ 21″ N, 0° 23′ 04″ E | Source                         |                |                |
| Lavoir de Cazaux-Fréchet-Anéran-Camors        | Cazaux-Debat               | Cazaux-Fréchet-Anéran-Camors | 42° 50′ 27″ N, 0° 25′ 03″ E | Source                         |                |                |
| Lavoir de Cheust                              | D 7                        | Cheust                       | 43° 03′ 02″ N, 0° 00′ 57″ E | Ruisseau le Louey              |                |                |
| Lavoir de Chèze                               | D 12                       | Chèze                        | 42° 54′ 26″ N, 0° 01′ 48″ O | Ruisseau de Camparnas          |                |                |
| Lavoir de Cieutat                             | Chemin du Tailh            | Cieutat                      | 43° 07′ 26″ N, 0° 12′ 38″ E | Ruisseau de L'Arrédou          |                |                |
| Lavoir de Clarac                              |                            | Clarac                       | 43° 13′ 18″ N, 0° 14′ 33″ E | Source                         |                |                |
| Lavoir de Clarens                             |                            | Clarens                      | 43° 09′ 27″ N, 0° 24′ 57″ E | Ruisseau de Larrieu            |                |                |
| E                                             |                            |                              |                             |                                |                |                |
| Lavoir d'Escoubès (Bourg)                     | RD807                      | Escoubès-Pouts               | 43° 06′ 20″ N, 0° 01′ 53″ E | Ruisseau de l'Echez            |                |                |
| Lavoir d'Escoubès (RD937)                     | D 937                      | Escoubès-Pouts               | 43° 06′ 11″ N, 0° 01′ 49″ E |                                |                |                |
| Lavoir d'Esparros (Lahosse)                   | RD77                       | Esparros                     | 43° 02′ 00″ N, 0° 19′ 14″ E | Source                         |                |                |
| Lavoir d'Esparros (Aragnouet)                 | Cap de la Viele            | Esparros                     | 43° 02′ 01″ N, 0° 19′ 04″ E | Source                         |                |                |
| Lavoir d'Esparros (Momé)                      | D 14                       | Esparros                     | 43° 02′ 10″ N, 0° 18′ 45″ E | Source                         |                |                |
| Lavoir d'Esparros (Masséagou)                 | D 77                       | Esparros                     | 43° 02′ 10″ N, 0° 19′ 19″ E | Source                         |                |                |
| Lavoir d'Esquièze-Sère                        | Impasse du Lavoir          | Esquièze-Sère                | 42° 52′ 35″ N, 0° 00′ 09″ O | Source                         |                |                |
| Lavoir d'Estensagnet                          | Estensagnet                | Estensan                     | 42° 48′ 55″ N, 0° 20′ 46″ E | Source                         |                |                |
| F                                             |                            |                              |                             |                                |                |                |
| Lavoir de Fréchet-Aure                        | Rue de la Fontaine         | Fréchet-Aure                 | 42° 55′ 51″ N, 0° 22′ 18″ E | Ruisseau de la Hount           |                |                |
| Lavoir de Fréchou-Fréchet                     | Chemin de l'Eglise         | Fréchou-Fréchet              | 43° 10′ 33″ N, 0° 09′ 33″ E | Source                         |                |                |
| Lavoir de Ferrières                           | RD126                      | Fréchou-Fréchet              | 43° 01′ 48″ N, 0° 15′ 22″ O | Ruisseau Cau d'Arrouyes        |                |                |
| G                                             |                            |                              |                             |                                |                |                |
| Lavoir de Gaillagos (Roudères)                | Chemin de Roudères         | Gaillagos                    | 42° 58′ 54″ N, 0° 10′ 35″ O | Ruisseau le Souet              |                |                |
| Lavoir de Gaillagos (Mairie)                  | Place de la Mairie         | Gaillagos                    | 42° 58′ 57″ N, 0° 10′ 35″ O | Ruisseau le Souet              |                |                |
| Lavoir de Galez                               | Carreas Laclotte et Larres | Galez                        | 43° 11′ 49″ N, 0° 25′ 02″ E | Source                         |                |                |
| Lavoir de Gaudent                             | Rue de la Fontaine         | Gaudent                      | 42° 59′ 37″ N, 0° 33′ 58″ E | Source                         |                |                |
| Lavoir de Gazost                              | Chemin de Saucouets        | Gazost                       | 43° 01′ 59″ N, 0° 00′ 27″ E | Ruisseau                       |                |                |
| Lavoir de Gembrie                             | D 925                      | Gembrie                      | 42° 59′ 18″ N, 0° 34′ 22″ E | Canal du Moulin                |                |                |
| Lavoir de Gensac                              | Chemin de la Gaou          | Gensac                       | 43° 25′ 48″ N, 0° 05′ 04″ E | Bras du Ruisseau de Dibès      |                |                |
| Lavoir de Ger                                 |                            | Ger                          | 43° 03′ 17″ N, 0° 02′ 27″ O | Ruisseau                       |                |                |
| Lavoir de Gerde                               | Rue de l'Eglise            | Gerde                        | 43° 03′ 20″ N, 0° 10′ 13″ E | Ruisseau                       |                |                |
| Lavoir de Germ                                | Le village                 | Germ                         | 42° 47′ 35″ N, 0° 25′ 36″ E |                                |                |                |
| Lavoir de Germs-sur-l'Oussouet                | Place de la Mairie         | Germs-sur-l'Oussouet         | 43° 03′ 05″ N, 0° 03′ 24″ E |                                |                |                |
| Lavoir de Geu                                 |                            | Geu                          | 43° 02′ 20″ N, 0° 02′ 58″ O | Ruisseau Riou Gros             |                |                |
| Lavoir de Gez                                 | Rue du Chourrot            | Gez                          | 43° 00′ 41″ N, 0° 06′ 43″ O | Ruisseau le Bayet              |                |                |
| Lavoir de Gouaux                              |                            | Gouaux                       | 42° 52′ 00″ N, 0° 21′ 44″ E | Ruisseau d'Oueil               |                |                |
| Lavoir de Grailhen                            |                            | Grailhen                     | 42° 50′ 48″ N, 0° 21′ 40″ E | Source                         |                |                |
| Lavoir de Grézian (Haut)                      | Rue de Suberpouy           | Grézian                      | 42° 52′ 08″ N, 0° 21′ 07″ E | Ruisseau de Gouaux             |                |                |
| Lavoir de Grézian (Place)                     | Rue de Peyrelade           | Grézian                      | 42° 52′ 12″ N, 0° 21′ 04″ E |                                |                |                |
| Lavoir de Grust (bas)                         |                            | Grust                        | 42° 53′ 20″ N, 0° 01′ 54″ O | Source                         |                |                |
| Lavoir de Grust (Mairie)                      | Place de la Mairie         | Grust                        | 42° 53′ 21″ N, 0° 01′ 56″ O | Source                         |                |                |
| Lavoir de Guchan                              |                            | Guchan                       | 42° 50′ 46″ N, 0° 20′ 48″ E | Ruisseau                       |                |                |
| Lavoir de Guchen                              | Rue Nafranque              | Guchen                       | 42° 51′ 55″ N, 0° 20′ 07″ E | Le Lavedan                     |                |                |
| H                                             |                            |                              |                             |                                |                |                |
| Lavoir de Hèches (Village)                    | Village                    | Hèches                       | 43° 00′ 54″ N, 0° 22′ 18″ E | Source                         |                |                |
| Lavoir de Héchettes                           | Chemin de Goutet           | Hèches                       | 43° 01′ 08″ N, 0° 22′ 42″ E | Source                         |                |                |
| Lavoir de Léchan                              | Chemin de Léchan           | Hèches                       | 43° 00′ 27″ N, 0° 23′ 00″ E | Source                         |                |                |
| Lavoir de Rebouc                              |                            | Hèches                       | 42° 59′ 56″ N, 0° 22′ 25″ E |                                |                |                |
| Lavoir de Horgues                             | Rue du Lavoir              | Horgues                      | 43° 11′ 14″ N, 0° 05′ 26″ E | Bras de l'Adour                |                |                |
| Lavoir de Houeydets                           | Chemin de Lagrange         | Houeydets                    | 43° 09′ 45″ N, 0° 21′ 34″ E | Ruisseau de Rieu du Tou        |                |                |
| Lavoir de Hourc                               | Chemin du Lavoir           | Hourc                        | 43° 14′ 58″ N, 0° 10′ 49″ E | Ruisseau de Mounichet          |                |                |
| I                                             |                            |                              |                             |                                |                |                |
| Lavoir d'Izaourt (Eglise)                     | D 26                       | Izaourt                      | 43° 00′ 58″ N, 0° 35′ 57″ E | Canal                          |                |                |
| Lavoir d'Izaourt (l'Ecluse)                   | Rue du Moulin              | Izaourt                      | 43° 00′ 55″ N, 0° 35′ 50″ E | Canal du Moulin                |                |                |
| Lavoir d'Izaourt (Mairie)                     | Impasse du Lavoir          | Izaourt                      | 43° 00′ 59″ N, 0° 36′ 04″ E | Canal du Moulin                |                |                |
| J                                             |                            |                              |                             |                                |                |                |
| Lavoir de Jarret                              | Rue du Lavoir              | Jarret                       | 43° 04′ 55″ N, 0° 00′ 50″ O | Ruisseau d'Ayné                |                |                |
| Lavoir d'Ayné                                 | Chemin des Moulins         | Jarret                       | 43° 04′ 26″ N, 0° 00′ 38″ O | Ruisseau d'Ayné                |                |                |
| Lavoir de Louzourm                            | Chemin du Pic du Jer       | Jarret                       | 43° 04′ 38″ N, 0° 01′ 20″ O | Bras du Ruisseau de Louzourm   |                |                |
| Lavoir de Jézeau (Mairie)                     | Place de la Mairie         | Jézeau                       | 42° 54′ 03″ N, 0° 22′ 54″ E | Ruisseau le Hourc              |                |                |
| Lavoir de Jézeau (Eglise)                     | Rue de l'église            | Jézeau                       | 42° 54′ 06″ N, 0° 22′ 55″ E | Bras du Ruisseau le Hourc      |                |                |
| Lavoir de Juillan (Mariguère)                 | Place de la Mariguère      | Juillan                      | 43° 12′ 09″ N, 0° 01′ 24″ E | Ruisseau la Geune              |                |                |
| Lavoir de Juillan (Juncassa)                  | Rue du Juncassa            | Juillan                      | 43° 11′ 58″ N, 0° 01′ 12″ E | Ruisseau la Geune              |                |                |
| Lavoir de Julos                               | RD 95                      | Julos                        | 43° 07′ 24″ N, 0° 00′ 22″ E | Fossé                          |                |                |
| Lavoir de Juncalas (Montaigu)                 | Rue du Montaigu            | Juncalas                     | 43° 03′ 10″ N, 0° 00′ 12″ E | Ruisseau le Louey              |                |                |
| Lavoir de Juncalas (Village)                  | Rue de l'Eglise            | Juncalas                     | 43° 03′ 14″ N, 0° 00′ 02″ E | Fossé                          |                |                |
| L                                             |                            |                              |                             |                                |                |                |
| Lavoir de Labassère                           | Cami de Coustalat          | Labassère                    | 43° 03′ 30″ N, 0° 05′ 46″ E | Ruisseau le Marrosque          |                |                |
| Lavoir de Labatut-Rivière (Village)           | Chemin de Mariège          | Labatut-Rivière              | 43° 31′ 33″ N, 0° 02′ 07″ E |                                |                |                |
| Lavoir de Labatut-Rivière (Eglise)            | Allée du Château           | Labatut-Rivière              | 43° 31′ 21″ N, 0° 01′ 53″ E | Ruisseau l'Estéous             |                |                |
| Lavoir de Labatut-Rivière (Estéous)           | Chemin du Canal            | Labatut-Rivière              | 43° 30′ 59″ N, 0° 02′ 07″ E | Ruisseau l'Estéous             |                |                |
| Lavoir de Lacassagne                          | Promenade du Moulin        | Lacassagne                   | 43° 21′ 15″ N, 0° 08′ 39″ E | Canal du Moulin                |                |                |
| Lavoir de Lafitole (RD8)                      | D 8                        | Lafitole                     | 43° 26′ 25″ N, 0° 04′ 35″ E | L'Adour                        |                |                |
| Lavoir de Lafitole (RD55)                     | RD 55                      | Lafitole                     | 43° 26′ 50″ N, 0° 04′ 42″ E | Fossé                          |                |                |
| Lavoir de Laloubère                           | Avenue des Sports          | Laloubère                    | 43° 12′ 16″ N, 0° 04′ 21″ E | Ruisseau                       |                |                |
| Lavoir de Lamarque-Pontacq                    | Route du Château d'Eau     | Lamarque-Pontacq             | 43° 09′ 55″ N, 0° 07′ 00″ O | Ruisseau le Luc                |                |                |
| Lavoir de Lanne                               | Rue du Lavoir              | Lanne                        | 43° 10′ 02″ N, 0° 01′ 02″ E | Ruisseau de l'Aubich           |                |                |
| Lavoir de Lansac                              | RD 135                     | Lansac                       | 43° 13′ 05″ N, 0° 10′ 01″ E | Fossé                          |                |                |
| Lavoir de Lapeyre                             | RD 136                     | Lapeyre                      | 43° 19′ 28″ N, 0° 20′ 22″ E | Fossé                          |                |                |
| Lavoir de Lascazères                          | Chemin du Lavoir           | Lascazères                   | 43° 30′ 24″ N, 0° 01′ 35″ O | Ruisseau de Monguillon         |                |                |
| Lavoir de Laslades                            | Chemin du Lavoir           | Laslades                     | 43° 13′ 47″ N, 0° 09′ 53″ E | Ruisseau le Goutillou          |                |                |
| Lavoir de Layrisse                            | Rue des Anglais            | Layrisse                     | 43° 08′ 25″ N, 0° 02′ 14″ E | Source                         |                |                |
| Lavoir de Lescurry                            | Route de la Peyrère        | Lescurry                     | 43° 19′ 57″ N, 0° 09′ 00″ E | Bras du Ruisseau de Bédat      |                |                |
| Lavoir de Lézignan (Rte de Bourréac)          | D 7                        | Lézignan                     | 43° 06′ 02″ N, 0° 00′ 15″ O | Ruisseau des Graves            |                |                |
| Lavoir de Lézignan (Rue de la Fontaine)       | Rue de la Fontaine         | Lézignan                     | 43° 06′ 04″ N, 0° 00′ 23″ O | Ruisseau des Graves            |                |                |
| Lavoir de Lézignan (Rue du Levant)            | Rue du Levant              | Lézignan                     | 43° 05′ 56″ N, 0° 00′ 05″ O | Ruisseau des Graves            |                |                |
| Lavoir de Liac                                | Rue du Lavoir              | Liac                         | 43° 24′ 50″ N, 0° 05′ 50″ E | Ruisseau de Dibès              |                |                |
| Lavoir de Libaros                             | RD 939                     | Libaros                      | 43° 14′ 38″ N, 0° 23′ 44″ E | Ruisseau de Lautan             |                |                |
| Lavoir de Lombrès                             | Chemin du lavoir           | Lombrès                      | 43° 03′ 18″ N, 0° 30′ 42″ E | Ruisseau de Nistos             |                |                |
| Lavoir de Lomné (Le Turon)                    | D 17                       | Lomné                        | 43° 02′ 48″ N, 0° 18′ 13″ E | Réservoir                      |                |                |
| Lavoir de Lomné (Eglise)                      |                            | Lomné                        | 43° 02′ 38″ N, 0° 17′ 47″ E | Source                         |                |                |
| Lavoir de Lomné (Mairie)                      | D 17                       | Lomné                        | 43° 02′ 44″ N, 0° 17′ 58″ E | Bras du Ruisseau de l'Ayguette |                |                |
| Lavoir de Loubajac                            | Rue du Balihoure           | Loubajac                     | 43° 08′ 06″ N, 0° 04′ 50″ O | Ruisseau de Balihoure          |                |                |
| Lavoir de Loucrup                             | Chemin du Lavoir           | Loucrup                      | 43° 07′ 19″ N, 0° 04′ 02″ E | Bras de l'Aube                 |                |                |
| Lavoir de Loudenvielle                        | Chemin de Cidelongue       | Loudenvielle                 | 42° 47′ 47″ N, 0° 24′ 46″ E | Source                         |                |                |
| Lavoir de Loudervielle                        |                            | Loudervielle                 | 42° 48′ 24″ N, 0° 25′ 14″ E | Ruisseau de Peypachou          |                |                |
| Lavoir de Louey                               | Chemin de Balabay          | Louey                        | 43° 10′ 30″ N, 0° 01′ 17″ E | Ruisseau de l'Aubich           |                |                |
| Lavoir de Loures-Barousse                     | Chemin de La Devezère      | Loures-Barousse              | 43° 01′ 15″ N, 0° 36′ 28″ E | Canal du Moulin                |                |                |
| Lavoir de Lugagnan                            | RD 713                     | Lugagnan                     | 43° 03′ 44″ N, 0° 02′ 22″ O |                                |                |                |
| Lavoir de Luz-Saint-Sauveur (Stade)           | Impasse Saint-Clément      | Luz-Saint-Sauveur            | 42° 52′ 16″ N, 0° 00′ 20″ O | Ruisseau de l'Yse              |                |                |
| Lavoir de Luz-Saint-Sauveur (Chapelle)        | Rue Sainte Barbe           | Luz-Saint-Sauveur            | 42° 52′ 12″ N, 0° 00′ 11″ O | Ruisseau de l'Yse              |                |                |
| Lavoir de Luz-Saint-Sauveur (Calihour)        | Rue Calihour               | Luz-Saint-Sauveur            | 42° 52′ 16″ N, 0° 00′ 07″ O | Ruisseau de l'Yse              |                |                |
| Lavoir de Luz-Saint-Sauveur (Dera Moulo)      | Maison du Parc             | Luz-Saint-Sauveur            | 42° 52′ 16″ N, 0° 00′ 11″ O | Ruisseau de l'Yse              |                |                |
| Lavoir de Sia                                 |                            | Luz-Saint-Sauveur            | 42° 50′ 15″ N, 0° 00′ 16″ O | Gave de Gavarnie               |                |                |
| Lavoir de Villenave                           | RD 146                     | Luz-Saint-Sauveur            | 42° 52′ 10″ N, 0° 00′ 10″ E | Ruisseau de l'Yse              |                |                |
| M                                             |                            |                              |                             |                                |                |                |
| Lavoir de Madiran                             | Chemin du Lavoir           | Madiran                      | 43° 33′ 03″ N, 0° 03′ 20″ O | Source                         |                |                |
| Lavoir de Mansan                              | Chemin du Lavoir           | Mansan                       | 43° 20′ 18″ N, 0° 11′ 41″ E | Ruisseau de Mansan             |                |                |
| Lavoir de Marquerie                           | Rue du Vieux Chêne         | Marquerie                    | 43° 15′ 37″ N, 0° 12′ 12″ E | Source                         |                |                |
| Lavoir de Maubourguet                         | Rue Jean Clos Pucheu       | Maubourguet                  | 43° 28′ 01″ N, 0° 01′ 54″ E | Canal du Moulin                |                |                |
| Lavoir de Mauvezin                            |                            | Mauvezin                     | 43° 07′ 08″ N, 0° 16′ 51″ E | Source                         |                |                |
| Lavoir de Mazères-de-Neste (Mairie)           | Place de la Mairie         | Mazères-de-Neste             | 43° 04′ 16″ N, 0° 32′ 34″ E | Ruisseau de la Goute           |                |                |
| Lavoir de Mazères-de-Neste (RD710)            | RD710                      | Mazères-de-Neste             | 43° 04′ 22″ N, 0° 32′ 30″ E | Ruisseau de la Goute           |                |                |
| Lavoir de Mazerolles                          | La Carrère                 | Mazerolles                   | 43° 21′ 13″ N, 0° 17′ 00″ E | Ruisseau de Hount              |                |                |
| Lavoir de Momères                             | Impasse de la Gaou         | Momères                      | 43° 10′ 34″ N, 0° 05′ 28″ E | Bras de l'Adour                |                |                |
| Lavoir de Monfaucon                           | Chemin du Lavoir           | Monfaucon                    | 43° 27′ 12″ N, 0° 06′ 21″ E | Ruisseau de Lauzue             |                |                |
| Lavoir de Montgaillard (Adour)                |                            | Montgaillard                 | 43° 07′ 30″ N, 0° 06′ 36″ E | L'Adour                        |                |                |
| Lavoir de Montgaillard (Eglise)               | Rue du Montaigu            | Montgaillard                 | 43° 07′ 19″ N, 0° 06′ 22″ E |                                |                |                |
| Lavoir de Montgaillard (Artigala)             | Chemin d'Artigala          | Montgaillard                 | 43° 07′ 37″ N, 0° 06′ 16″ E |                                |                |                |
| Lavoir de Montgaillard (Rte de Tarbes)        | D 935                      | Montgaillard                 | 43° 07′ 36″ N, 0° 06′ 26″ E | L'Adour                        |                |                |
| Lavoir de Montgaillard (Douloustre)           | Chemin de la Douloustre    | Montgaillard                 | 43° 07′ 07″ N, 0° 06′ 27″ E | Ruisseau de la Douloustre      |                |                |
| Lavoir de Montoussé                           | RD 142                     | Montoussé                    | 43° 04′ 06″ N, 0° 24′ 36″ E | Fossé                          |                |                |
| Lavoir de Montsérié                           |                            | Montsérié                    | 43° 03′ 06″ N, 0° 26′ 12″ E | Source                         |                |                |
| Lavoir de Moumoulous                          | RD 606                     | Moumoulous                   | 43° 21′ 34″ N, 0° 14′ 33″ E | Source                         |                |                |
| N                                             |                            |                              |                             |                                |                |                |
| Lavoir de Nestier                             | D 26                       | Nestier                      | 43° 03′ 52″ N, 0° 28′ 48″ E |                                |                |                |
| Lavoir de Neuilh                              | Village                    | Neuilh                       | 43° 04′ 38″ N, 0° 04′ 20″ E |                                |                |                |
| Lavoir de Bas-Nistos                          | Village                    | Nistos                       | 43° 00′ 56″ N, 0° 28′ 36″ E | Source                         |                |                |
| Lavoir de Nouilhan                            | D 4                        | Nouilhan                     | 43° 25′ 27″ N, 0° 02′ 22″ E | Bras du Ruisseau de l'Echez    |                |                |
| O                                             |                            |                              |                             |                                |                |                |
| Lavoir d'Oléac-Debat                          | Rue du Lavoir              | Oléac-Debat                  | 43° 16′ 01″ N, 0° 08′ 32″ E | Ruisseau de Lizos              |                |                |
| Lavoir d'Omex (du Clot)                       | Cami de la Hount de Dessus | Omex                         | 43° 04′ 31″ N, 0° 04′ 51″ O | Source                         |                |                |
| Lavoir d'Omex (Hount de Dessus)               | Chemin de l'église         | Omex                         | 43° 04′ 38″ N, 0° 04′ 57″ O | Ruisseau des Moules            |                |                |
| Lavoir d'Oroix                                | D 27                       | Oroix                        | 43° 18′ 00″ N, 0° 01′ 35″ O | Fossé                          |                |                |
| Lavoir d'Ossen (Eglise)                       | Rue de l'église            | Ossen                        | 43° 04′ 10″ N, 0° 03′ 54″ O |                                |                |                |
| Lavoir d'Ossen (Village)                      | D 13                       | Ossen                        | 43° 04′ 09″ N, 0° 04′ 01″ O | Réservoir                      |                |                |
| Lavoir d'Ourde                                | Rue du Lavoir              | Ourde                        | 42° 57′ 32″ N, 0° 33′ 20″ E | Source                         |                |                |
| Lavoir d'Ourdis                               |                            | Ourdis-Cotdoussan            | 43° 02′ 44″ N, 0° 01′ 19″ E | Ruisseau le Louey              |                |                |
| Lavoir d'Ourdon                               |                            | Ourdon                       | 43° 02′ 11″ N, 0° 00′ 54″ O |                                |                |                |
| Lavoir d'Oursbelille                          | RD 93                      | Oursbelille                  | 43° 17′ 16″ N, 0° 02′ 21″ E | Canal du Moulin                |                |                |
| Lavoir d'Ousté                                |                            | Ousté                        | 43° 02′ 53″ N, 0° 00′ 45″ O | Source                         |                |                |
| Lavoir d'Ozon                                 | Carrera de la Hount        | Ozon                         | 43° 10′ 24″ N, 0° 15′ 15″ E | Source                         |                |                |
| P                                             |                            |                              |                             |                                |                |                |
| Lavoir de Pailhac                             | Rue du Lavoir              | Pailhac                      | 42° 54′ 33″ N, 0° 21′ 59″ E | Source                         |                |                |
| Lavoir de Peyrouse                            | Place de la Mairie         | Peyrouse                     | 43° 06′ 14″ N, 0° 07′ 06″ O | Bras du Gave de Pau            |                |                |
| Lavoir de Pierrefitte-Nestalas (Mairie)       | Parc de la Mairie          | Pierrefitte-Nestalas         | 42° 57′ 34″ N, 0° 04′ 24″ O | Canal du Moulin                |                |                |
| Lavoir de Pierrefitte-Nestalas (Rue Calmette) | Rue du Professeur Calmette | Pierrefitte-Nestalas         | 42° 57′ 40″ N, 0° 04′ 17″ O | Canal du Moulin                |                |                |
| Lavoir de Pierrefitte-Nestalas (Eglise)       | Place de l'église          | Pierrefitte-Nestalas         | 42° 57′ 36″ N, 0° 04′ 20″ O | Canal du Moulin                |                |                |
| Lavoir de Poueyferré                          | Chemin du Bourdalat        | Poueyferré                   | 43° 07′ 27″ N, 0° 04′ 33″ O | Fossé                          |                |                |
| Lavoir de Pouyastruc                          | Rue de la Fontaine         | Pouyastruc                   | 43° 16′ 11″ N, 0° 10′ 12″ E | Source                         |                |                |
| Lavoir de Pouzac (Ecole)                      | Rue de la République       | Pouzac                       | 43° 05′ 06″ N, 0° 08′ 05″ E | Ruisseau de l'Anou             |                |                |
| Lavoir de Pouzac (Rue de la Mairie)           | Rue de la Mairie           | Pouzac                       | 43° 05′ 01″ N, 0° 08′ 02″ E | Ruisseau de la Gailleste       |                |                |
| Lavoir de Pujo                                | Cami dou Plech             | Pujo                         | 43° 20′ 51″ N, 0° 03′ 44″ E | Canal du Moulin                |                |                |
| R                                             |                            |                              |                             |                                |                |                |
| Lavoir de Rabastens-de-Bigorre (Alaric)       | Rue du Lavoir              | Rabastens-de-Bigorre         | 43° 23′ 09″ N, 0° 09′ 00″ E | Canal d'Alaric                 |                |                |
| Lavoir de Rabastens-de-Bigorre (Rte Auch)     | RN 21                      | Rabastens-de-Bigorre         | 43° 23′ 18″ N, 0° 09′ 15″ O | Canal d'Alaric                 |                |                |
| S                                             |                            |                              |                             |                                |                |                |
| Lavoir de Sacoué (Eglise)                     | Vierge de Sacoué           | Sacoué                       | 42° 59′ 17″ N, 0° 33′ 49″ E | Ruisseau du Cap de Prat        |                |                |
| Lavoir de Sacoué (Courtaou)                   |                            | Sacoué                       | 42° 59′ 21″ N, 0° 33′ 47″ E | Ruisseau du Cap de Prat        |                |                |
| Lavoir de Sadournin                           | RD 165                     | Sadournin                    | 43° 18′ 49″ N, 0° 24′ 26″ E | Ruisseau de Pesquès            |                |                |
| Lavoir de Sailhan                             | Rue d'Ens                  | Sailhan                      | 42° 49′ 09″ N, 0° 20′ 03″ E | Source                         |                |                |
| Lavoir de Saint-Créac                         | D 26                       | Saint-Créac                  | 43° 03′ 32″ N, 0° 01′ 29″ O | Ruisseau le Néez               |                |                |
| Lavoir de Soulan                              | RD 123                     | Saint-Lary-Soulan            | 42° 49′ 52″ N, 0° 17′ 49″ E | Ruisseau                       |                |                |
| Lavoir de Saint-Lézer                         | Cami de Guadebroulh        | Saint-Lézer                  | 43° 21′ 56″ N, 0° 02′ 09″ E | Canal du Moulin de Saint-Lézer |                |                |
| Lavoir de Saint-Pastous                       | RD 100B                    | Saint-Pastous                | 43° 00′ 50″ N, 0° 03′ 30″ O | Ruisseau de Saint-Pastous      |                |                |
| Lavoir de Saint-Paul                          | RD 938                     | Saint-Paul                   | 43° 04′ 59″ N, 0° 31′ 40″ E | Ruisseau de la Goute           |                |                |
| Lavoir de Saint-Pé-de-Bigorre (Mairie)        | Chemin des Serres          | Saint-Pé-de-Bigorre          | 43° 06′ 17″ N, 0° 09′ 32″ O | Ruisseau de Labatmale          |                |                |
| Lavoir de Saint-Pé-de-Bigorre (Bout du Pont)  | Chemin des Génies          | Saint-Pé-de-Bigorre          | 43° 06′ 02″ N, 0° 09′ 54″ O | Gave de Pau                    |                |                |
| Lavoir de Saint-Pé-de-Bigorre (Séminaire)     | Rue Général de Gaulle      | Saint-Pé-de-Bigorre          | 43° 06′ 16″ N, 0° 09′ 38″ O | Ruisseau de Labatmale          |                |                |
| Lavoir de Saint-Pé-de-Bigorre (Sémbres)       | Rue Général de Gaulle      | Saint-Pé-de-Bigorre          | 43° 06′ 09″ N, 0° 09′ 49″ O | Ruisseau de Labatmale          |                |                |
| Lavoir de Saint-Pé-de-Bigorre (Rieulhès)      | Chemin du Bois de Lourdes  | Saint-Pé-de-Bigorre          | 43° 05′ 59″ N, 0° 08′ 25″ O | Ruisseau de Rieulhès           |                |                |
| Lavoir de Saint-Savin (Abbaye)                | Place du Castet            | Saint-Savin                  | 42° 58′ 54″ N, 0° 05′ 31″ O | Source                         |                |                |
| Lavoir de Saint-Savin (D 13)                  | Rue du Cap de la Gelle     | Saint-Savin                  | 42° 58′ 38″ N, 0° 05′ 20″ O | Source                         |                |                |
| Lavoir de Saléchan (Camin Et Bardaou)         | Camin de Vaysse            | Saléchan                     | 42° 57′ 26″ N, 0° 37′ 52″ E | Ruisseau de Terré              |                |                |
| Lavoir de Saléchan (Impasse de Labarto)       | Impasse de Labarto         | Saléchan                     | 42° 57′ 16″ N, 0° 37′ 52″ E | Ruisseau de Terré              |                |                |
| Lavoir de Saléchan (Era Lassolo)              | Era Lassolo                | Saléchan                     | 42° 57′ 19″ N, 0° 37′ 39″ E | Source                         |                |                |
| Lavoir de Vizos                               | Village                    | Saligos                      | 42° 53′ 25″ N, 0° 00′ 49″ O | Ruisseau de Vizos              |                |                |
| Lavoir de Salles-Adour                        | Chemin des Agaous          | Salles-Adour                 | 43° 11′ 05″ N, 0° 05′ 45″ E | Bras de L'Adour                |                |                |
| Lavoir de Samuran                             | Le Village                 | Samuran                      | 42° 59′ 14″ N, 0° 35′ 42″ E | Source                         |                |                |
| Lavoir de Sarniguet                           | Rue de l'église            | Sarniguet                    | 43° 19′ 04″ N, 0° 05′ 27″ E | L'Adour                        |                |                |
| Lavoir de Sarp                                | D 925                      | Sarp                         | 43° 00′ 57″ N, 0° 35′ 22″ E | Source                         |                |                |
| Lavoir de Sarrancolin                         | D 929                      | Sarrancolin                  | 42° 57′ 48″ N, 0° 22′ 44″ E |                                |                |                |
| Lavoir de Sarriac-Bigorre (Nord-Ouest)        |                            | Sarriac-Bigorre              | 43° 23′ 02″ N, 0° 07′ 26″ E | Ruisseau de l' Arcis           |                |                |
| Lavoir de Sarriac-Bigorre (Mairie)            | Rue de la Mairie           | Sarriac-Bigorre              | 43° 22′ 54″ N, 0° 07′ 41″ E | Ruisseau de l' Aule            |                |                |
| Lavoir de Sarriac-Bigorre (Rue du Vignemale)  | Rue du Vignemale           | Sarriac-Bigorre              | 43° 22′ 59″ N, 0° 07′ 46″ E | Ruisseau de l' Aule            |                |                |
| Lavoir de Sarriac-Bigorre (Allée de l'Aule)   | Allée de l'Aule            | Sarriac-Bigorre              | 43° 23′ 01″ N, 0° 07′ 52″ E | Ruisseau de l' Aule            |                |                |
| Lavoir de Sarrouilles                         | Rue de l'Arbizon           | Sarrouilles                  | 43° 14′ 34″ N, 0° 07′ 22″ E |                                |                |                |
| Lavoir de Sauveterre (du Baniou)              | D 5                        | Sauveterre                   | 43° 28′ 21″ N, 0° 05′ 55″ E | Ruisseau de Lauzue             |                |                |
| Lavoir de Sauveterre (Théodore)               | D 31                       | Sauveterre                   | 43° 28′ 33″ N, 0° 07′ 24″ E | Ruisseau le Lascors            |                |                |
| Lavoir de Sazos (Centre)                      |                            | Sazos                        | 42° 53′ 02″ N, 0° 01′ 31″ O | Source                         |                |                |
| Lavoir de Sazos (Nord)                        |                            | Sazos                        | 42° 53′ 05″ N, 0° 01′ 32″ O | Ruisseau de Moules             |                |                |
| Lavoir de Ségus                               | D 13                       | Ségus                        | 43° 04′ 18″ N, 0° 04′ 41″ O |                                |                |                |
| Lavoir de Séméac                              | Rue du Maréchal Foch       | Séméac                       | 43° 13′ 30″ N, 0° 06′ 32″ E | Bras du Canal d'Alaric         |                |                |
| Lavoir de Sentous                             | Chemin de Devant Pérés     | Sentous                      | 43° 15′ 40″ N, 0° 22′ 41″ E | Fossé                          |                |                |
| Lavoir de Sère-Lanso                          | Sère-ez-Angles             | Sère-Lanso                   | 43° 04′ 10″ N, 0° 00′ 31″ E |                                |                |                |
| Lavoir de Sère-Rustaing                       | Chemin de la Gabarrère     | Sère-Rustaing                | 43° 15′ 26″ N, 0° 17′ 27″ E | Ruisseau de la Gabarrère       |                |                |
| Lavoir de Sers (Bas village)                  |                            | Sers                         | 42° 53′ 13″ N, 0° 02′ 16″ E | Source                         |                |                |
| Lavoir de Sers (Haut village)                 |                            | Sers                         | 42° 53′ 14″ N, 0° 02′ 17″ E | Source                         |                |                |
| Lavoir de Siarrouy (Rue du Lavoir)            | Rue du Lavoir              | Siarrouy                     | 43° 19′ 16″ N, 0° 02′ 09″ E |                                |                |                |
| Lavoir de Siarrouy (Chemins des Moulins)      | Chemin du Moulin           | Siarrouy                     | 43° 19′ 24″ N, 0° 02′ 27″ E | Bras du Ruisseau de Souy       |                |                |
| Lavoir de Siradan                             | Chemin de la Carraou       | Siradan                      | 42° 58′ 06″ N, 0° 36′ 47″ E | Bras du Ruisseau de Gouhouron  |                |                |
| Lavoir de Sombrun                             | Rue du Château             | Sombrun                      | 43° 28′ 45″ N, 0° 00′ 25″ E | Ruisseau de la Sède            |                |                |
| Lavoir de Sost                                | Rue du Moulin              | Sost                         | 42° 55′ 41″ N, 0° 33′ 28″ E | Ruisseau de Coume de Mont Las  |                |                |
| Lavoir de Soulom (Mairie)                     | Rue de Lalanne             | Soulom                       | 42° 57′ 26″ N, 0° 04′ 25″ O | Gave de Cauterets              |                |                |
| Lavoir de Soulom (Place Russel)               | Place Russel               | Soulom                       | 42° 57′ 27″ N, 0° 04′ 37″ O | Gave de Cauterets              |                |                |
| Lavoir de Souyeaux (Rue de la Fontaine)       | Chemin de la Fontaine      | Souyeaux                     | 43° 14′ 33″ N, 0° 10′ 09″ E |                                |                |                |
| Lavoir de Souyeaux (Rue du Lavoir)            | Rue du Lavoir              | Souyeaux                     | 43° 14′ 22″ N, 0° 10′ 30″ E | Bras du Ruisseau de l'Estéous  |                |                |
| T                                             |                            |                              |                             |                                |                |                |
| Lavoir de Talazac                             | Rue Sainte Eulalie         | Talazac                      | 43° 19′ 57″ N, 0° 02′ 19″ E |                                |                |                |
| Lavoir de Tarasteix                           | RD 168                     | Tarasteix                    | 43° 18′ 56″ N, 0° 00′ 30″ O | Réservoir                      |                |                |
| Lavoir de Thèbe (RD 924)                      | D 924                      | Thèbe                        | 42° 57′ 42″ N, 0° 35′ 26″ E | Ruisseau de Gouhouron          |                |                |
| Lavoir de Thèbe (Village)                     | Rue principale             | Thèbe                        | 42° 57′ 50″ N, 0° 35′ 23″ E | Source                         |                |                |
| Lavoir de Tibiran                             | Bourg                      | Tibiran-Jaunac               | 43° 02′ 45″ N, 0° 32′ 53″ E | Ruisseau                       |                |                |
| Lavoir de Jaunac                              | Bourg                      | Tibiran-Jaunac               | 43° 03′ 17″ N, 0° 33′ 25″ E | Source                         |                |                |
| Lavoir de Tilhouse (Mairie)                   | D 82                       | Tilhouse                     | 43° 05′ 15″ N, 0° 18′ 37″ E | Réservoir                      |                |                |
| Lavoir de Tilhouse (Salle des fêtes)          | RD 82                      | Tilhouse                     | 43° 05′ 18″ N, 0° 18′ 56″ E | Réservoir                      |                |                |
| Lavoir de Tramezaïgues                        |                            | Tramezaïgues                 | 42° 47′ 49″ N, 0° 17′ 20″ E | Réservoir                      |                |                |
| Lavoir de Trébons (Rue du Moulin)             | Rue du Moulin              | Trébons                      | 43° 06′ 04″ N, 0° 07′ 14″ E | Ruisseau de la Gailleste       |                |                |
| Lavoir de Trébons (Rue de la Fontaine)        | Rue de la Fontaine         | Trébons                      | 43° 05′ 57″ N, 0° 07′ 14″ E | Ruisseau de la Gailleste       |                |                |
| Lavoir de Troubat                             |                            | Troubat                      | 42° 58′ 39″ N, 0° 34′ 46″ E | Source                         |                |                |
| Lavoir de Tuzaguet (Rue des Fontaines)        | Rue des Fontaines          | Tuzaguet                     | 43° 04′ 38″ N, 0° 26′ 17″ E |                                |                |                |
| Lavoir de Tuzaguet (Rue du Bousquet)          | Rue du Bousquet            | Tuzaguet                     | 43° 04′ 37″ N, 0° 26′ 26″ E | Canal                          |                |                |
| Lavoir de Tuzaguet (Biouès)                   | RD 94 Route de Cantaous    | Tuzaguet                     | 43° 05′ 18″ N, 0° 26′ 24″ E | Ruisseau le Biouès             |                |                |
| U                                             |                            |                              |                             |                                |                |                |
| Lavoir d'Ugnouas                              | Rue de l'Eglise            | Ugnouas                      | 43° 20′ 28″ N, 0° 05′ 45″ E | L'Adour                        |                |                |
| Lavoir d'Uz                                   |                            | Uz                           | 42° 57′ 58″ N, 0° 05′ 11″ O | Fontaine                       |                |                |
| V                                             |                            |                              |                             |                                |                |                |
| Lavoir de Vic-en-Bigorre                      | Allée Maréchal Joffre      | Vic-en-Bigorre               | 43° 23′ 04″ N, 0° 03′ 06″ E | Canal du Moulin                |                |                |
| Lavoir de Vidouze                             | D 48                       | Vidouze                      | 43° 27′ 18″ N, 0° 02′ 35″ O | Ruisseau le Moulonguet         |                |                |
| Lavoir de Vielle-Louron                       | D 425                      | Vielle-Louron                | 42° 49′ 56″ N, 0° 24′ 13″ E | Ruisseau de Pradérasse         |                |                |
| Lavoir de Vier-Bordes (RD)                    | RD 100C                    | Vier-Bordes                  | 42° 59′ 52″ N, 0° 03′ 18″ O | Source                         |                |                |
| Lavoir de Vier-Bordes (Eglise)                | Village                    | Vier-Bordes                  | 42° 59′ 54″ N, 0° 03′ 18″ O | Source                         |                |                |
| Lavoir de Viey                                |                            | Viey                         | 42° 52′ 57″ N, 0° 01′ 27″ E | Ruisseau Tinturaous            |                |                |
| Lavoir de Vignec                              |                            | Vignec                       | 42° 49′ 32″ N, 0° 19′ 00″ E | Ruisseau Saint-Jacques         |                |                |
| Lavoir de Viscos                              | Village                    | Viscos                       | 42° 54′ 39″ N, 0° 02′ 37″ O | Ruisseau de Barets             |                |                |